# FIGS
FIGSはフランス語（Français、英語でFrench）・イタリア語（Italiano、英語でItalian）・ドイツ語（Deutsch、英語でGerman）・スペイン語（Español、英語でSpanish）の頭文字をとったもの。欧州の市場で影響力を持っている四大言語としてこう呼ぶことがある。これらの言語を表記するための文字はほぼ全てISO-8859-1(Unicodeではいちばん始めからU+00FFに相当する)のなかに含まれている。